# Мику-Клейн, Самуил
Самуил Мику-Клейн (сентябрь 1745 — 13 мая 1806) — румынский грекокатолический богослов, филолог, историк и философ
, представитель так называемой Трансильванской школы.

## Биография
Родился с именем Маниу Мику в трансильванской деревне Саду, Австрийская империя (ныне в жудеце Сибиу, Румыния), был сыном греко-католического протопопа и племянником епископа Инокенциу Мику-Клейна.
Образование первоначально получил в семинарии города Блаж и в 1762 году вступил в Базилианский орден Святого Язафата, где 14 октября получил монашеское имя Самуил. Позже получил стипендию для продолжения обучения в том же году и поступил в католический Пазманеумский университет Вены. О его жизни в Вене сохранилось мало подробностей, но известно, что он занимался наукой, изучая экспериментальную физику, механику и математику в дополнение к теологии и философии.
В 1772 году, вернувшись в Блаж в качестве преподавателя этики и математики в семинарии, Клейн встретился и подружился с епископом Григорие Майором, которого он сопровождал в поездках по его диоцезу, целью которых было проповедовать греко-католицизм. Эти поездки оказалась полезными в исследованиях Клейном румынского языка, особенно диалекта, на котором говорят крестьян, и в ходе них он собирал материалы для своего будущего труда по грамматике. Клайн также интересовался румынским фольклором, его произведения были одними из самых ранних работ на данную тему.
В 1774 году он закончил исторический труд под названием De ortu progressu conversione valachorum episcopis item archiepiscopis et metropolitis eorum, в котором изложил свои взгляды относительно происхождения румын от древних римлян и об истоках исповедования католичества в Дакии. По-видимому, его целью было сделать епископство митрополией, чтобы оно перестало входить в состав архиепархии Эстергома.
Он отправился в Вену в 1779 году, чтобы стать префектом исследований в колледже Санкт-Барбары; в 1780 году, совместно с Георге Синкаем, он опубликовал первую грамматику румынского языка, Elementa linguae Daco-romanae sive valachicae.
Клейн вернулся в Блаж и с 1782 по 1804 год написал несколько научных трудов и выполнил ряд переводов.
В 1804 году Мику-Клейн переехал в Буду, где стал редактором печатни книг на румынском языке в местном университете —  в надежде, что это позволит ему опубликовать свои исторические труды, однако умер два года спустя, ввиду чего его планы не были претворены в жизнь.